# Pembine (Wisconsin)
Pembine es un pueblo ubicado en el condado de Marinette en el estado estadounidense de Wisconsin. En el Censo de 2010 tenía una población de 889 habitantes y una densidad poblacional de 5,1 personas por km².

## Geografía
Pembine se encuentra ubicado en las coordenadas 45°38′4″N 87°55′58″O / 45.63444, -87.93278. Según la Oficina del Censo de los Estados Unidos, Pembine tiene una superficie total de 174.39 km², de la cual 171.76 km² corresponden a tierra firme y (1.51%) 2.63 km² es agua.

## Demografía
Según el censo de 2010, había 889 personas residiendo en Pembine. La densidad de población era de 5,1 hab./km². De los 889 habitantes, Pembine estaba compuesto por el 97.41% blancos, el 0.22% eran afroamericanos, el 0% eran amerindios, el 0.34% eran asiáticos, el 0% eran isleños del Pacífico, el 0.34% eran de otras razas y el 1.69% pertenecían a dos o más razas. Del total de la población el 1.01% eran hispanos o latinos de cualquier raza.